# Натали, тайният агент
„Натали, тайният агент“ (на френски: Nathalie, agent secret) е екшън комедия от 1959 година на режисьора Анри Декоен с участието на Мартина Карол, Феликс Мартен и Дарио Морено. Филмът е копродукция на Франция и Италия.

## Сюжет
Смъртоносни чуждестранни агенти са по петите на учен, измислил нов атомен двигател, можещ да промени из основи бъдещето на ракетостроенето...

## В ролите
- Мартина Карол като Натали Принцес
- Феликс Мартен като Жак Фабр
- Дарио Морено като доктор Алберто и дон Хосе
- Ноел Рокювер като Пиер Дарбон
- Хауард Върнън като Уилям Данторен
- Жак Бертие като Жан Дарбон
- Андре Версини като Франсоа Пелек
- Дани Савал като Пивоан
- Ги Декомбъл като Пажо
- Катерина Конти като продавачката на цигари
- Жак Мансие като мъжа
- Жак Игелен като Лулу[3]